# Hubert Kah
Hubert Kah es una banda alemana de música synthpop, liderada por Hubert Kemmler, quien nació en (Reutlingen, Alemania, 21 de marzo de 1961).

## Biografía
Hubert Kemmler -hijo de comerciantes-, recibió su primera clase de piano a los 10 años. En 1976 compuso su primera pieza y un año más tarde fundó su primera banda musical: Choice Quality.

En 1982, formó el trío que lleva su nombre y la pronunciación de la primera letra de su apellido: Hubert Kah, con Hubert en voz y teclados, Markus Löhr en guitarra y teclados y Klaus Hirschburger en bajo. Con esta formación lograrían sus primeros éxitos.

El tema que los lanzó a la fama fue Rosemarie, que alcanzó el número 3 en Alemania, el 5 en Austria y el 6 en Suiza. En 1984 colaboró musicalmente con Michael Cretu y más tarde con la cantante alemana Sandra. Ha escrito canciones para Sandra, Two of Us, o Inker & Hamilton.

En 1996, se reformuló la banda, quedando Hubert como la única cara visible de la misma.

## Discografía

### Selección de sencillos
- 1982 - Rosemarie
- 1982 - Sternenhimmel (número 2 en Alemania)
- 1983 - Einmal nur mit Erika (junto a Kappelle)
- 1984 - Engel 07
- 1984 - Wenn der Mond die Sonne berührt
- 1984 - Solo Tu
- 1985 - Goldene Zeiten
- 1986 - Limousine
- 1986 - Something I Should Know
- 1987 - Military Drums
- 1989 - Welcome, Machine Gun
- 1989 - So Many People
- 1989 - Sound Of My heart
- 1989 - Carrousel
- 1989 - Midnight Sun
- 1990 - (It's Me) Kathy
- 1996 - C'est La Vie
- 1997 - Sailing
- 1998 - Love Chain
- 1998 - Der NDW - Kult - Mix
- 2005 - No Rain
- 2005 - Psycho Radio
- 2005 - Sekunden

### Álbumes
- 1982 - Meine Höhepunkte
- 1983 - Ich Komme
- 1984 - Goldene Zeiten
- 1986 - Ten Songs
- 1989 - Sound Of My Heart
- 1996 - Hubert Kah
- 1998 - Best Of (compilation)
- 2005 - Seelentaucher